# Corylopsis
Corylopsis é um género botânico pertencente à família Hamamelidaceae.